# Florian Wellbrock
Florian Wellbrock (Bremen, 19 de agosto de 1997) é um nadador alemão, campeão olímpico na maratona aquática.

## Carreira
Wellbrock conquistou a medalha de ouro nos Jogos Olímpicos de Verão de 2020 em Tóquio na prova de maratona aquática 10 km com a marca de 1:48:33.7. Além disso, conseguiu o bronze nos 1500 m livre masculino com o tempo de 14:40.91.